# Hogna etoshana
Hogna etoshana là một loài nhện trong họ Lycosidae.
Loài này thuộc chi Hogna. Hogna etoshana được Carl Friedrich Roewer miêu tả năm 1959.